# Deborah Domínguez Collado
Deborah Domínguez Collado (* 4. Februar 2005) ist eine guatemaltekische Tennisspielerin.

## Karriere
Domínguez Collado spielt bislang vorrangig auf der ITF Junior Tour und der ITF Women’s World Tennis Tour, wo sie aber noch keine Titel gewinnen konnte.
2016 bis 2018 gewann sie sechs Titel der U14 auf internationalen Turnieren.
2022 gewann sie ein J30 und zwei J60 ITF Turniere der U18.
2023 erreichte sie bei den Zentralamerika- und Karibikspielen im Dameneinzel mit einem 6:0 und 6:2 Sieg über Siham Richmagui das Achtelfinale, wo sie gegen María Herazo González mit 4:6 und 0:6 verlor. Bei den Panamerikanischen Spielen schied sie im Dameneinzel gegen Rebecca Marino mit 5:7 und 2:6 in der zweiten Runde aus. Im Damendoppel erreichte sie mit Partnerin Andrea Weedon das Viertelfinale, wo die beiden gegen María Carlé und Julia Riera mit 5:7 und 0:6 verloren.
Im April 2023 spielte sie erstmals für die guatemaltekische Billie-Jean-King-Cup-Mannschaft. Sie wurde in drei Doppeln eingesetzt, die alle verloren gingen.

### College Tennis
Seit 2023 spielt Domínguez Collado für die Damentennismannschaft der Bisons der Lipscomb University.

## Privates
Deborah ist die Tochter von Karen und Armando Domínguez Collado. Sie hat drei Brüder, Josue, Daniel, und Sebastian. Ihr Bruder Sebastian spielt für das Männerteam der Lipscomb University.